# 2014 en tennis
| Années du tennis : 2011 - 2012 - 2013 - 2014 - 2015 - 2016 - 2017    |
| Décennies du tennis : 1980 - 1990 - 2000 - 2010 - 2020 - 2030 - 2040 |

Cet article résume les faits marquants de l'année 2014 dans le monde du tennis.

## Faits marquants

### Janvier
- 5 janvier : L'Australien Lleyton Hewitt remporte son 1er titre depuis 3 ans et demi lors du premier tournoi de la saison : l'Open de Brisbane.
- Du 13 au 26 janvier : Open d'Australie, premier tournoi du Grand Chelem de l'année, se joue sur dur.
- 25 janvier : Li Na remporte le simple dames, s'imposant en finale contre Dominika Cibulkova. C'est son deuxième Grand Chelem, le premier à Melbourne.
- 26 janvier : Stanislas Wawrinka atteint pour la première fois de sa carrière une finale en Grand Chelem puis, en battant Rafael Nadal en finale, il devient le troisième Suisse (après Martina Hingis et Roger Federer) à remporter un titre du Grand Chelem. Il est également le premier joueur depuis Sergi Bruguera en 1993 à battre dans le même tournoi les no 1 et no 2 mondiaux. C'est aussi la première fois depuis l'Us Open 2009 et la victoire de Juan Martin Del Potro qu'un majeur échappe au Big Four.

### Avril
- 20 avril : En remportant avec son frère Bob le Masters de Monte-Carlo, Mike Bryan devient le premier joueur de l'histoire à atteindre le palier symbolique de 100 titres professionnels en double.

### Mai
- Du 25 mai au 8 juin : Roland-Garros, deuxième tournoi du Grand Chelem, le seul sur terre battue.

### Juin
- 7 juin : Maria Sharapova gagne son cinquième Grand Chelem, son deuxième Roland-Garros face à Simona Halep. La Roumaine jouait sa première finale majeure.

- 8 juin : Rafael Nadal remporte son 9ème Roland-Garros en battant son rival Novak Djokovic en 4 sets (3-6, 7-5, 6-2, 6-4).
- Du 23 juin au 6 juillet : Wimbledon, troisième tournoi du Grand Chelem, le seul sur gazon.

### Juillet
- 1er juillet : L'Australien Nick Kyrgios, 19 ans, wild card dans le tournoi, atteint son premier quart de finale en Grand Chelem à Wimbledon en battant Rafael Nadal, n°2 mondial et récent vainqueur de Roland-Garros.

- 5 juillet : La Canadienne Eugenie Bouchard atteint la finale de Wimbledon en simple, une première pour une canadienne. Elle réalise l'exploit après avoir connu une année de rêve, atteignant également les demi-finales des deux précédents Grands Chelems. Petra Kvitova remporte le titre, son deuxième en Grand Chelem après l'édition 2011.
- 6 juillet : Novak Djokovic remporte le simple messieurs, son premier Grand Chelem depuis l'Open d'Australie 2013, et redevient du même coup numéro 1 mondial. Il bat en finale Roger Federer, presque 33 ans, dont c'est la première finale en Grand Chelem depuis deux ans.

### Août
- Du 25 août au 7 septembre : Us Open, dernier Grand Chelem de l'année, le deuxième à se jouer sur dur.

### Septembre
- 6 septembre : Serena Williams remporte l'Us Open face à Caroline Wozniacki. C'est sa sixième victoire à New York (un record) et sa dix-huitième en Grand Chelem.

- 7 septembre : Marin Cilic (n°14) et Kei Nishikori (n°10) se rencontrent en finale du tournoi masculin. Ils ont battu respectivement Roger Federer (n°2) et Novak Djokovic (n°1) en demi-finale. C'est finalement le moins bien classé des deux qui s'impose en trois sets, pour l'un des tournois les plus surprenants des dernières années.

### Octobre
- 26 octobre : La n°1 mondiale Serena Williams gagne les Masters de fin d'année à Singapour. Elle bat Simona Halep, dont c'est la première participation, en finale.

### Novembre
- 9 novembre : La République tchèque de Petra Kvitova et Lucie Safarova remporte sa troisième Fed Cup contre l'Allemagne, 3-1 en finale. C'est la première nommée qui apporte le troisième point à son équipe.

- 16 novembre : Le n°1 mondial Novak Djokovic gagne les Masters de fin d'années à Londres. Il bat son dauphin Roger Federer en finale

- 23 novembre : La Suisse de Roger Federer et Stanislas Wawrinka remporte sa première Coupe Davis contre la France, 3-1 en finale. C'est le premier nommé qui apporte le troisième point à son équipe, alors même qu'il était blessé deux jours plus tôt.

## Décès
- 3 février : Louise Brough, membre du International Tennis Hall of Fame depuis 1967, meurt à 90 ans. Elle a au cours de sa carrière remporté 35 titres du Grand Chelem (6 en simple, 21 en double dames et 8 en double mixte).
- 20 mars : Mohamed M'jid décède à l'âge de 97 ans. Il a été pendant 48 ans président de la Fédération royale marocaine de tennis (FRMT).
- 17 avril : Karl Meiler, no 1 allemand entre 1974 et 1979, meurt à 64 ans. Il était tombé en novembre 2013 chez lui et était depuis dans le coma.
- 4 mai : Elena Baltacha, ancienne no 1 britannique, décède à 30 ans des suites d'un cancer du foie.
- 17 juin : Mario Llamas, huitième de finaliste à Roland-Garros et Wimbledon, meurt à 86 ans.
- 15 juillet : Edda Buding, finaliste en double dames aux Internationaux des États-Unis en 1961, décède à 77 ans.
- 23 novembre : Dorothy Bundy, joueuse des années 1930, meurt à 98 ans.